# Baronija IJsselstein
Baronija IJsselstein (tudi Svobodna Baronija IJsselstein) je bila visoka gospostvo (baronija) Svetega rimskega cesarstva. V času republike Združene Nizozemske je oblikovala samostojno enklavo pod suverenostjo rodbine Orange-Nassau.

## Kronika
Gospostvo in začetki kasnejšega mesta IJsselstein zasledimo prvič leta 1279 z gradnjo gradu IJsselstein, ki ga je postavil Gijsbreht Amstelski (imenovan tudi Gijsbreht IJsselsteinski). IJsselstein je bil vedno fevd grofije Holandije. Naselje IJsselstein, središče baronije, je leta 1310 dobilo  mestne pravice. Leta 1330 je IJsselstein prišel v roke plemiške rodbine Egmontskih. Okoli leta 1390 so dali mesto popolnoma obzidati. Po različnih opustošenjih s strani nasprotnikov Egmontskih, Utrechta in Geldersa, je bilo mesto konec 15. stoletja ponovno pozidano oziroma obnovljeno. Ena od nezakonskih linij rodbine Egmontskih, Egmontsko IJsselsteinskih, je izhajala iz rodu IJsselsteinskih (in Burensko -Leerdamskih). Leta 1551 je rodbina Orange-Nassav prišla v last baronije IJsselstein, ki jo je kot fevd prejela od holandskega grofa, španskega kralja Filipa II.
Leta 1581 je bila odpravljena španska suverenost in Oranški so zdaj sami dobili novo suverenost nad IJsselsteinom. IJsselstein je tako postal ena od samostojnih enklav na ozemlju republike in članica deželneGeneralitete. IJsselstein se je pozneje razvil v zatočišče za kriminalce iz različnih delov Nizozemske republike. Ob koncu 18. stoletja sta se baronija in mesto razvila v davčno oazo. Leta 1795 so bile z razglasitvijo Batavske republike odpravljene vse gospoščinske pravice in IJsselstein je izgubil svojo neodvisnost in status baronije. Leta 1798 je bil IJsselstein dodeljen novoustanovljenemu Departmaju Delf. Od takrat ima vodja hiše Orange-Nassav (nizozemski voditelj države) (častni) naziv baron(esa) Kranendonck, IJsselstein in Eindhoven.

## Gospodje IJsselsteinski

### Rodbina Amstelskih
- 1279-1343: Gijsbreht IJsselsteinski
- 1343-1364: Arnold IJsselsteinski
- 1364–1374: Gijota IJsselsteinska žena Janeza I. Egmontskega

### Rodbina Egmontskih
- 1396–1409: Arnold Egmontski
- 1409–1416: Janez II. Egmontski
- 1416-1421: spor s holandskimi grofi
- 1421–1437: Janez II. Egmontski
- 1437–1451: Viljem II. Egmontski
- 1451–1464: Viljem III. Egmontski
- 1464-1521: Friderik Egmontski
- 1521-1539: Floris Egmontski
- 1539-1548: Maksimilijan Egmontski
- 1548–1558: Ana Egmondska-Burenska, žena Viljema I. Oranskega-Nassavskega

### Rodbina Oransko-Nassavskih
- 1551–1584: Viljem I. Oranski-Nassavski
- 1584-1618: Filip Viljem Oranski-Nassavski
- 1618-1625: Mavricij Oranski-Nassavski
- 1625-1647: Friderik Henrik Oranski-Nassavski
- 1647–1650: Viljem II. Oranski-Nassavski
- 1650-1702: Viljem III. iz Oranski-Nassavski
- 1702-1711: Janez Viljem Friso Oranski-Nassavski-Dietz
- 1711–1751: Viljem IV. Oranski-Nassavski-Dietz
- 1751-1795: Viljem V. Oranski-Nassavski-Dietz

## Spletne povezave
- www.ijsselstein700.nl
- Fred Vogelzang: "A woonplaats for fatsoendelijke luyden". De soevereine baronie IJsselstein 1720-1820
- Van boevenoord tot belastingparadijs, IJsselstein v osmem eeuw
- IJsselstein je bil največji paradij v 18. eeuw